# Diosso
Diosso ist eine Stadt in der Republik Kongo etwa 25 Kilometer nördlich von Pointe-Noire im Departement Kouilou am National Highway 5. Früher befand sich dort die Hauptstadt des Königreich Loango mit dem Königspalast. Heute befindet sich dort noch das Mausoleum der Herrscher. Es gab auch eine aktive katholische Mission.

## Geographie
Diosso liegt etwa 2 Kilometer östlich der Küste auf einer Anhöhe, die ungefähr 100 m ansteigt. Die steile Abbruchkante zeigt durch Erosion zahlreiche Badlands. Das bekannteste Gebiet mit diesen Merkmalen ist die Diosso Gorge. Die Stadt selbst liegt an einer Kreuzung des National Highway 5. Von dort zweigen Straßen nach Südwesten zur Küste sowie nach Osten ins Landesinnere ab. Am Südostrand der Siedlung liegt das Gebiet von Mâ-Loango mit dem Golfplatz.
main levée - symbole vili

## Sehenswürdigkeiten

### Diosso Gorge

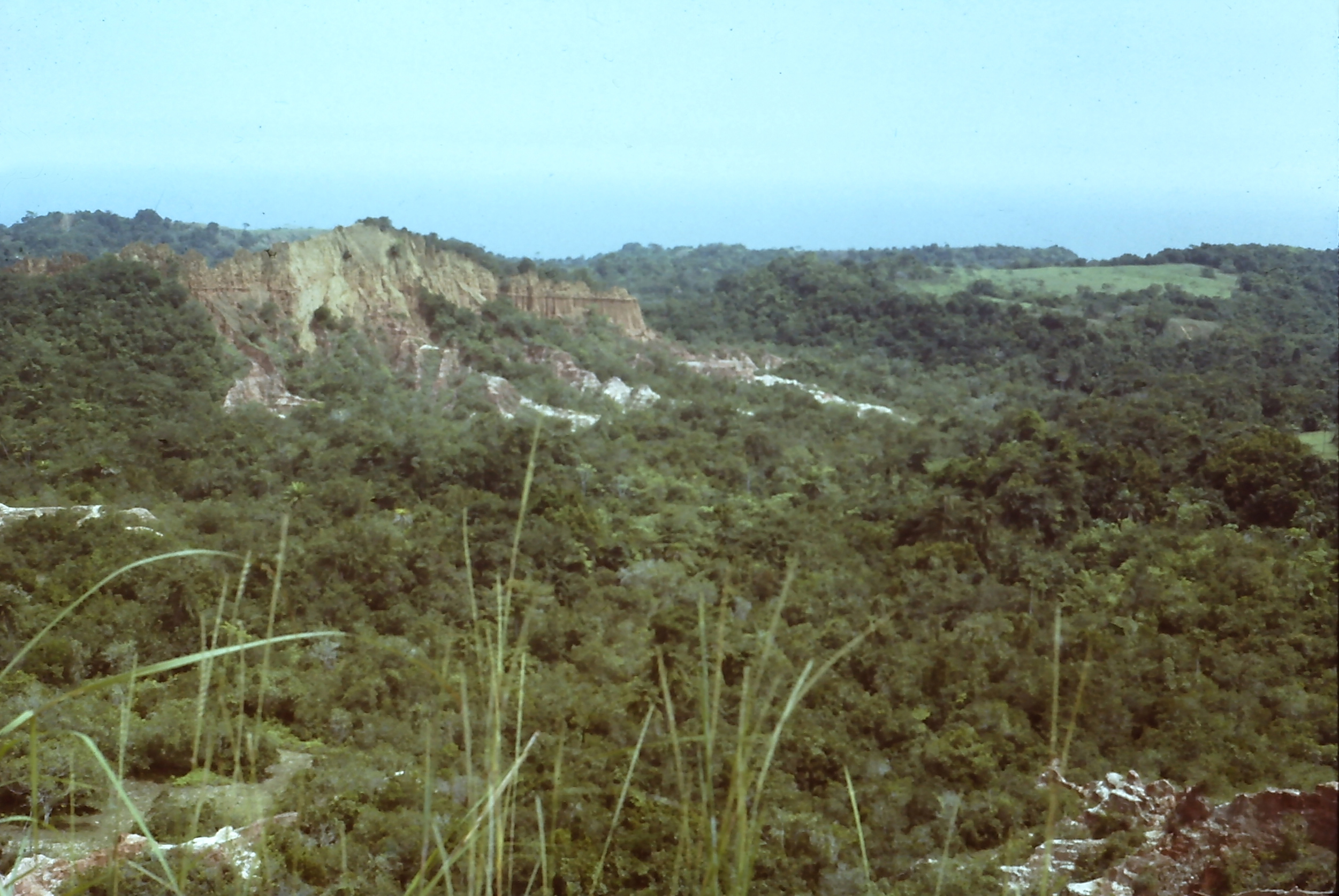
Diosso Gorge, 1983

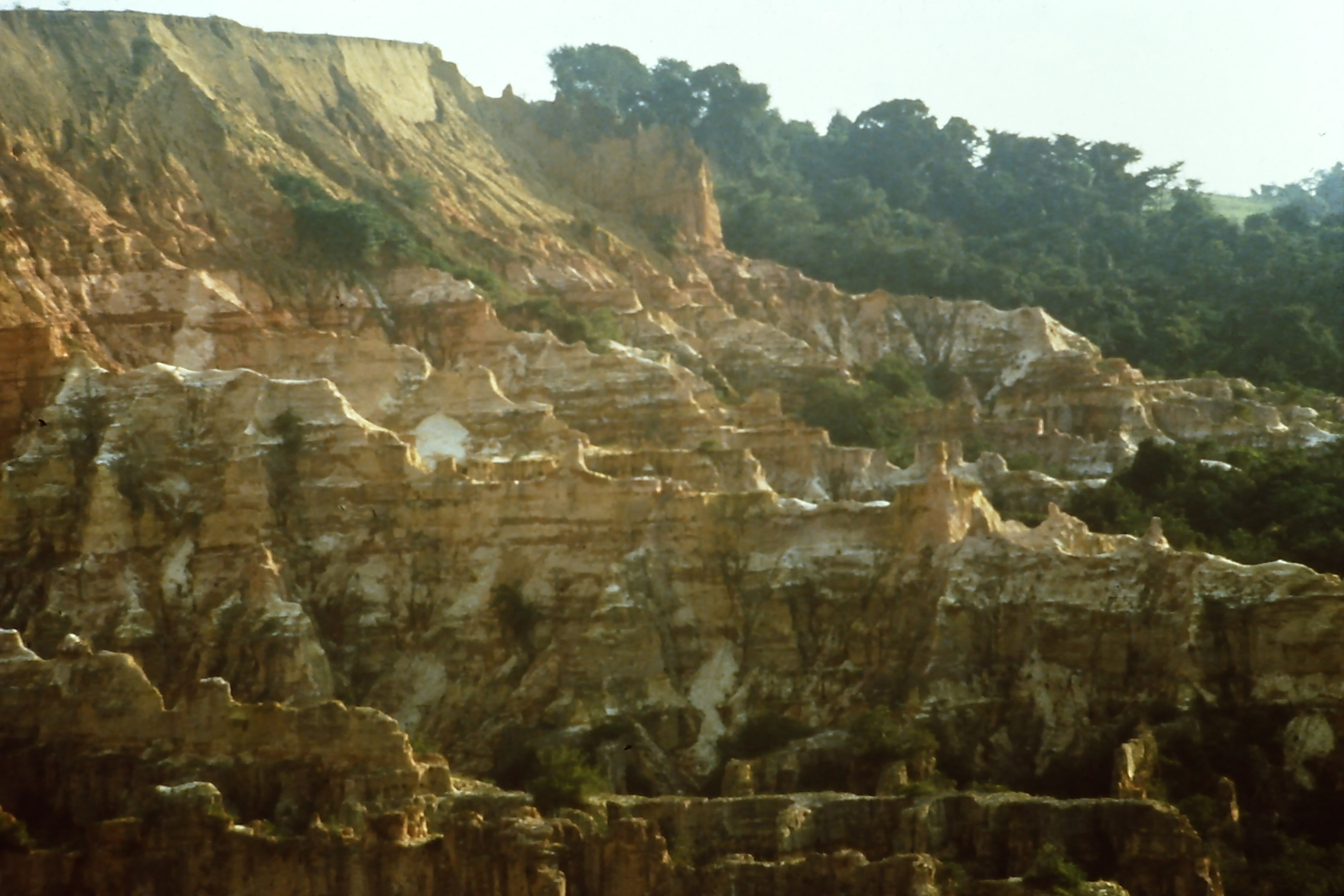
Les gorges de Diosso

Erosion hat die Diosso Gorge geformt, welche auch als „Grand Canyon of the Congo“, oder „Diosso Amphitheater“ bezeichnet wird. Durch den Regenwald der Schlucht ziehen sich Felstürme und rote Felsklippen, die bis zu 50 m Höhe erreichen können. The New York Times beschrieb die Diosso Gorge als „atemberaubende Schlucht mit überhängenden, pinkfarbenen Klippen, die dekoriert sind mit dem grünen Zentralafrikanischen Dschungel“ („a stunning gorge of plunging, pink cliffs draped with green Central African jungle“). Es gibt jedoch Berichte, dass Gamissamy Issanga, der Umweltdirektor im Research Ministry der Republik Kongo die Entsorgung von 1 Mio. Tonnen Öl, Säuren und Lösungsmitteln in der Schlucht erlaubt haben soll.
Nach der Legende lebt der weibliche Geist Mboma in der Schlucht, der die Gestalt einer Schlange annimmt.

### Tchimpounga Chimpanzee Rehabilitation Center
Das Tchimpounga Chimpanzee Rehabilitation Center (Tchimpounga Chimpanzee Sanctuary) wurde 1992 gegründet um verwaiste Schimpansen aufzuziehen.
Das Zentrum wurde von dem Mineralölunternehmen Conoco für das Jane-Goodall-Institut (JGI) gebaut, Tchimpounga ist wahrscheinlich die größte Schimpansen-Station auf dem afrikanischen Kontinent. Dort werden ca. 125 Schimpansen aufgepäppelt.

### Mâ-Loango Regional Museum

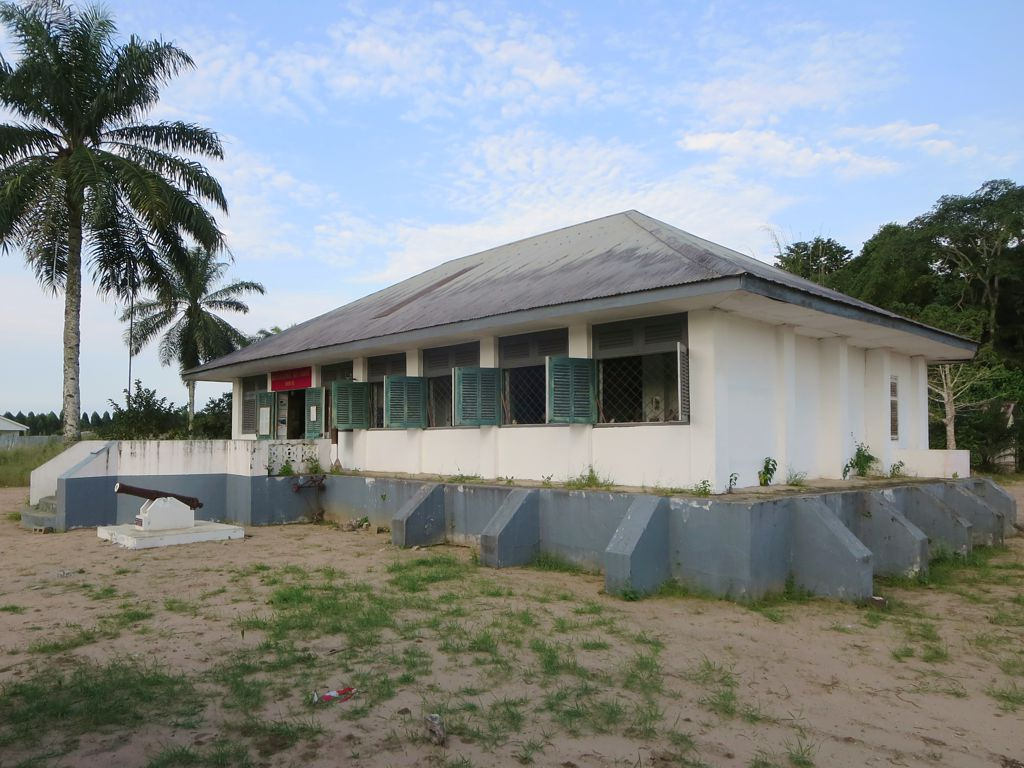
Ma-Loango Regional Museum

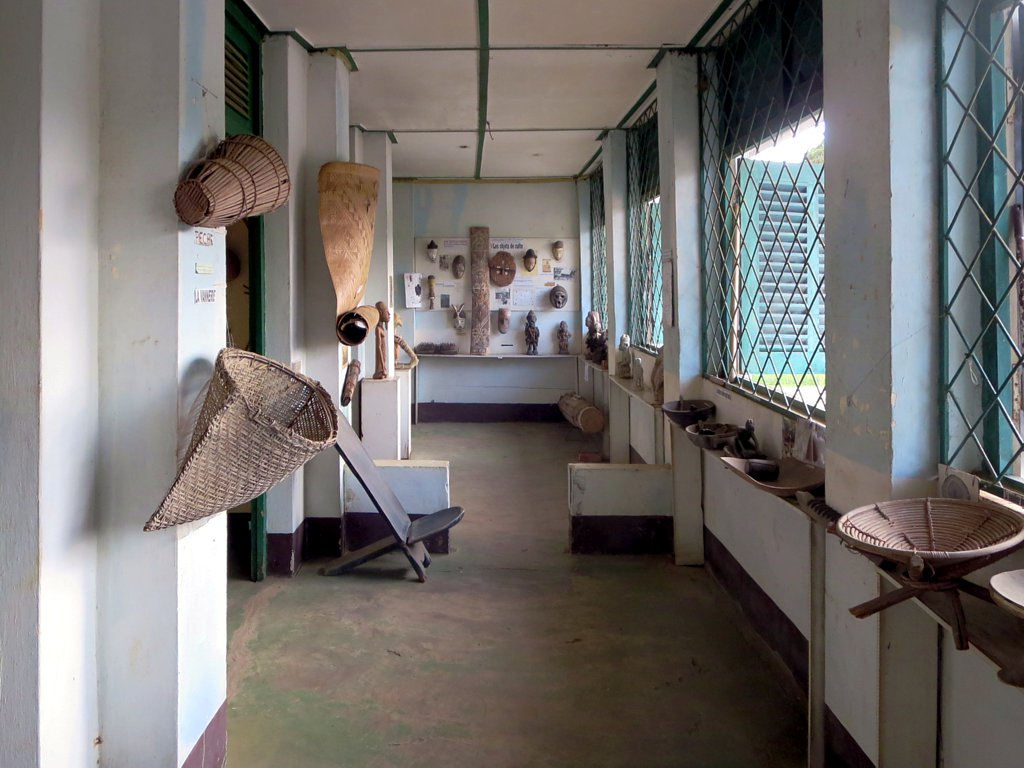
Ma-Loango Regional Museum, Ausstellungsraum

Das ethnographische und historische Museum des Königreich Loango wurde 1982 gegründet. Es befindet sich in den Räumen des Mâ-Loango Regional Museums in Diosso. Das Museum ist eine Institution und hat das Ziel die lokale Tradition zu erhalten. Es befindet sich in einem Palast, der Ma Moe Loango Poaty III. gehörte, König von 1931 bis 1975. Das Museumsgebäude ist 20 m lang und 11 m breit und verfügt über Räume, Hallen, Schlafzimmer und das Badezimmer des Königs.
Es gibt mehr als 300 Ausstellungsstücke und Dokumente sowie ein Dutzend verschiedene Sammlungen, in denen sich historische Ereignisse und die Entwicklung der kongolesischen Gesellschaft spiegeln. Neben kunsthandwerklich bedeutsamen Gegenständen werden auch Alltagsgegenstände ausgestellt, die für die Forschung zu alten kongolesischen Völkern bedeutsam sind. Unter anderem werden traditionelle Arbeitsgeräte gezeigt: Hacken, Äxte, Messer, Holzbälge, Kürbisse und Dechsel. Außerdem Schmuck, traditionelle Kleidung, Kopfschmuck und das Tchikumbi Costume; Haushaltsgegenstände wie Matten, Stroh- und Küchenutensilien; Waffen und Fallen: Speere, Messer, Bogen, hölzerne Jagdglocken (hunting wooden bells), Jagdfallen und Netze; religiöse Gegenstände: Steinstatuetten, Punu-Masken, Kidumu-Masken sowie Kebe Kebe und Mboumba- Figuren; Musikinstrumente: Yombe und Dondo.

## Sport
Der Golf Club bietet Ausblick auf die Küste.

## Klimatabelle
|                       | Jan  | Feb  | Mär  | Apr  | Mai  | Jun  | Jul  | Aug  | Sep  | Okt  | Nov  | Dez  |   |      |
| Mittl. Tagesmax. (°C) | 29,6 | 30,2 | 30,6 | 30,4 | 28,9 | 26,6 | 25,0 | 25,0 | 26,3 | 28,0 | 28,7 | 29,1 | ⌀ | 28,2 |
| Mittl. Tagesmin. (°C) | 23,6 | 23,7 | 23,9 | 23,9 | 22,9 | 20,1 | 18,3 | 19,1 | 21,1 | 23,1 | 23,4 | 23,5 | ⌀ | 22,2 |
|                       |      |      |      |      |      |      |      |      |      |      |      |      |   |      |
| Niederschlag (mm)     | 160  | 197  | 241  | 186  | 85   | 1    | 1    | 2    | 12   | 81   | 201  | 137  | Σ | 1304 |
|                       |      |      |      |      |      |      |      |      |      |      |      |      |   |      |
| Sonnenstunden (h/d)   | 5,0  | 5,8  | 4,8  | 5,2  | 4,1  | 4,1  | 3,5  | 3,5  | 2,1  | 3,1  | 3,9  | 4,5  | ⌀ | 4,1  |
|                       |      |      |      |      |      |      |      |      |      |      |      |      |   |      |
| Regentage (d)         | 11   | 12   | 11   | 9    | 4    | 0    | 0    | 1    | 5    | 11   | 13   | 8    | Σ | 85   |
|                       |      |      |      |      |      |      |      |      |      |      |      |      |   |      |
| Luftfeuchtigkeit (%)  | 85   | 83   | 83   | 85   | 86   | 84   | 84   | 83   | 84   | 83   | 86   | 86   | ⌀ | 84,3 |

| 23,6 |

| 23,7 |

| 23,9 |

| 23,9 |

| 22,9 |

| 20,1 |

| 18,3 |

| 19,1 |

| 21,1 |

| 23,1 |

| 23,4 |

| 23,5 |

| 23,6 |

| 23,7 |

| 23,9 |

| 23,9 |

| 22,9 |

| 20,1 |

| 18,3 |

| 19,1 |

| 21,1 |

| 23,1 |

| 23,4 |

| 23,5 |